# Dinkha IV
Mar Dinkha IV (in siriaco: ܡܪܝ ܕܢܚܐ ܪܒܝܥܝܐ, in arabo مار دنخا الرابع  ‎?, nato Khanania Dinkha; Governatorato di Arbil, 15 settembre 1935 – Rochester, 26 marzo 2015) è stato un presbitero iracheno, 120° Catholicos-Patriarca della Chiesa assira d'Oriente.
Governò la Chiesa in esilio a Chicago per la maggior parte della sua vita.

## Biografia
Mar Dinkha fu battezzato nella chiesa di Mar Qaryaqos situata nel suo villaggio natale Darbandokeh, presso Erbil, e ricevette l'educazione elementare dal nonno Benyamin Soro.Nel 1947, all'età di undici anni, fu affidato alle cure di Mar Yousip Khnanisho, metropolita e rappresentante patriarcale per tutto l'Iraq, il secondo ecclesiastico di grado più elevato della Chiesa assira d'Oriente. Dopo due anni di studio fu ordinato diacono il 12 settembre 1949 da Mar Yousip nella chiesa di Mar Youkhana, ad Harir. Il 15 luglio 1957 fu ordinato sacerdote e nominato ministro di Urmia, in Iran. In linea di successione fu il quarto vescovo di Urmia.
Il sacerdozio di Mar Dinkha come metropolita dell'Iran e di Teheran ristabilì una linea di successione che aveva cessato di esistere dopo l'assassinio del suo predecessore nel 1915. Nel 1962 Mar Dinkha si trasferì dal nord dell'Iraq a Teheran. Durante il suo mandato in Iran, fondò un seminario e sostenne il nazionalismo e l'ecumenismo assiri. Facendo seguito ad una grande acclamazione, l'11 febbraio 1962 il Patriarca-Catholicos Shimun XXIII Eshai lo consacrò vescovo nella chiesa del martire Mar Gewargis, a Teheran.
Mar Dinkha morì il 26 marzo 2015 a Rochester, nel Minnesota.

## Catholicos-Patriarca
Dopo l'assassinio di Mar Shimun XXI Eshai, la Chiesa d'Oriente aveva urgente bisogno di ripristinare una nuova guida spirituale. Nel 1976 i prelati della Chiesa si riunirono a Londra per eleggere un nuovo Patriarca del Catholicos e scelsero Mar Dinkha che fu consacrato il 17 ottobre 1976 nella West London Church of St. Barnabas, Ealing. Con questa consacrazione, Mar Dinkha IV divenne il successore della sede apostolica di Seleucia-Ctesifonte.
Egli annunciò anche che la linea ereditaria di successione del Patriarcato che esisteva da 500 anni era stata interrotta con il suo mandato, consentendo a qualsiasi chierico della Chiesa d'Oriente di essere elevato a Catholicos-Patriarca.
A causa dell’instabilità generata dalla guerra Iran-Iraq, Dinkha stabilì il quartier generale, insieme ad altri quattro luoghi di culto, a Chicago, nell’Illinois. Questo conflitto e la politica di arabizzazione condotta da Saddam Hussein sull’Iraq, la Guerra del Golfo e le successive sanzioni contro l'Iraq intensificarono la diaspora assira dalla regione. Nel frattempo, la Rivoluzione iraniana e lo sciismo crearono tensioni per gli assiri del Medio Oriente. Durante il regno di Shimun XXI e di Dinkha IV, l'appartenenza americana alla Chiesa d'Oriente passò da 3.200 membri negli anni '50 a circa 100.000 nel 2008.
Nel 2005, il Patriarca discusse con il presidente del Kurdistan iracheno Masoud Barzani il ritorno alla Sede Apostolica nel nord dell'Iraq e la costruzione di una nuova residenza ad Ankawa. Il 15 luglio 2007, Mar Dinkha celebrò i 50 anni di sacerdozio. Una cerimonia ebbe luogo presso la Cattedrale di San Giorgio a Chicago, dove una parte di Ashland Avenue fu ribattezzata in onore di "Sua Santità Mar Dinkha IV Blvd". 
Nel 2008 ricevette una laurea honoris causa dall'Università di Chicago, in parte a causa della sua enfasi sull'istruzione quando aveva dichiarato l'obiettivo di elevare alla carica di vescovo solamente teologi in possesso del dottorato.

## Viaggi ed ecumenismo
Dinkha rese l'ecumenismo una priorità durante il suo regno, così come la difesa del popolo assiro.

### Rapporti con la Chiesa cattolica
Dinkha promosse rapporti più stretti con la Chiesa cattolica, sia con il Vaticano che con la Chiesa cattolica caldea: incontrò per la prima volta papa Giovanni Paolo II subito dopo l'elezione al soglio pontificio nel 1978 e fece la sua prima visita in Vaticano nel 1984. I due continuarono a incontrarsi informalmente nel decennio successivo. Nel 1994, dopo la decisione del Santo Sinodo della Chiesa assira d'Oriente di avere migliori relazioni con la Chiesa cattolica romana, Dinkha sottoscrisse la Dichiarazione cristologica comune tra la Chiesa Cattolica e la Chiesa assira dell'Oriente. Tale documento affermò che si trattava di "[un] passo fondamentale nel cammino verso la piena comunione da ristabilire tra le loro Chiese"; sottolineò alcune posizioni dottrinali comuni tra i due corpi, come il Credo niceno, e chiarì che i secoli che i due secoli trascorsi senza comunione erano dovuti a questioni geografiche e culturali piuttosto che a differenze dottrinali.
Il 29 novembre 1996 Dinkha firmò a Southfield, nel Michigan, un accordo di cooperazione con Rafael I Bidawid, Patriarca di Babilonia della Chiesa cattolica caldea. I due si incontrarono di nuovo il 16 agosto 1997 per benedire una chiesa assira.
Il "Decreto sinodale congiunto per la promozione dell'unità" istituì anche una Commissione mista per l'unità che contribuì a redigere le "Linee guida per l'ammissione all'Eucaristia tra la Chiesa caldea e la Chiesa assira d'Oriente" del 2001. L'anno precedente assiri e cattolici romani avevano sottoscritto una "Dichiarazione comune sulla vita sacramentale" che valutava l'importanza dei sacramenti in entrambe le chiese. Gli accordi stabilirono che gli assiri potevano anche studiare al Collegio Cattolico Caldeo di Baghdad, mentre i diaconi e sacerdoti non sposati potevano studiare nelle università cattoliche di Roma.

### Ecumenismo mediorientale e siriaco
La Chiesa d'Oriente era stata membro del Consiglio Mondiale delle Chiese sin dal suo inizio nel 1948 e Dinkha fece leva su questa appartenenza come veicolo per un ecumenismo bilaterale e multilaterale che sarebbe stato altrimenti impossibile. Nel 1984, la Chiesa assira fece domanda di adesione al Consiglio delle Chiese del Medio Oriente (MECC), ma gli fu negata a causa delle obiezioni della Chiesa copta ortodossa di Alessandria il cui patriarca Shenouda III richiese alla Chiesa d'Oriente di condannare i suoi padri Diodoro di Tarso, Nestorio e Teodoro di Mopsuestia. La disputa tra assiri e copti sfociò in una dichiarazione cristologica comune nel 1996, che fu poi respinta dal sinodo copto. Nel 1996 la Chiesa d'Oriente rigettò l’offerta di aderire al MECC. Il dibattito sull’adesione rimase in stallo fino al 1999.
Nel 1994 la Fondazione Pro Oriente riunì diverse chiese siriache a Vienna per avviare un dialogo comune tra la Chiesa antica d'Oriente , la Chiesa assira d'Oriente, la Chiesa cattolica caldea, la Chiesa ortodossa siriaca del Malankara, la Chiesa maronita, la Chiesa cattolica sira, la Chiesa ortodossa siriaca, la Chiesa cattolica siro-malabarese e la Chiesa cattolica siro-malankarese. Rappresentanti di queste chiese e accademici fondarono la Commissione sul dialogo all'interno della tradizione siriaca. Da allora, le consultazioni furono convocate a intermittenza. Come esito di questo processo, nel 1997 Dinkha avviò i negoziati con il patriarca siro-ortodosso Mar Ignazio Zakka I Iwas e le due chiese smisero di anatemizzarsi a vicenda. La comunione non fu raggiunta malgrado venti anni di dialogo fra Dinkha e l'Antica Chiesa d'Oriente. Nel 1995 la sede metropolitana indiana giurò fedeltà a Dinkha, lasciando la Chiesa antica attiva principalmente in Medio Oriente, con circa 50.000-70.000 membri. Nel 1999 Dinkha dichiarò che tutte le ordinazioni e gli ordini dell'Antica Chiesa erano validi.

### Opera politica e difesa assira
Nel settembre 2006 Mar Dinkha IV compì una storica visita nel nord dell'Iraq per controllare le chiese e incoraggiare il presidente del Kurdistan iracheno ad aprire una scuola cristiana a Erbil. Durante questo viaggio incontrò anche il presidente iracheno Jalal Talabani e il primo ministro Nouri al-Maliki. Dinkha seguì un corso politico pragmatico, invitando gli assiri a lavorare insieme ai rispettivi governi. Cercò di depoliticizzare l'ufficio di Catholicos-Patriarca e allargò la portata della chiesa ai giovani includendo liturgie non siriache composte nelle lingue locali.